# Allomorf
Allomorfer är inom lingvistiken varianter av samma morfem, till exempel preteritumsuffixen -de och -te i verben kände respektive lekte. Förekomsten av ett visst morfem i en kontext kallas för en morf.